# Chaîne Holyoke
Vous lisez un « bon article » labellisé en 2010.
La chaîne Holyoke (Holyoke Range ou Mount Holyoke Range en anglais) est située dans la vallée du Connecticut au Massachusetts (États-Unis). Elle fait partie de Metacomet Ridge, une longue arête rocheuse des Appalaches qui traverse le sud de la Nouvelle-Angleterre sur 170 kilomètres. La chaîne Holyoke est une destination populaire pour la pratique de la randonnée pédestre. Elle est réputée pour ses hautes falaises, le panorama qu'elle offre, son microclimat ainsi que sa faune et sa flore variées. Des sites touristiques tels Mount Holyoke Summit House et les Horse Caves revêtent une grande importance historique dans la région.

## Toponymie
En anglais, deux noms sont régulièrement employés dans les sources bibliographiques pour le chaînon montagneux. Le Massachusetts Department of Conservation and Recreation et l'association à but non lucratif Friends of the Mount Holyoke Range citent le nom Mount Holyoke Range alors que le terme Holyoke Range est utilisé sur plusieurs cartes et guides : carte topographique de la région de Belchertown à l'échelle 1:25 000e de l'USGS de 1990, deux cartes de randonnée anciennes et populaires, la version 1999 du Metacomet-Monadnock Trail Guide et celle de 1989 du Massachusetts and Rhode Island Trail Guide de l'Appalachian Mountain Club (AMC). Toutefois, la version 2004 du Massachusetts Trail Guide de l'AMC emploie Mt. Holyoke Range et, désormais, le United States Board on Geographic Names utilisent également Mount Holyoke Range. Ces deux noms et l'abréviation sont employés localement,.
Le toponyme Holyoke provient d'Elizur Holyoke, un colon du XVIIe siècle installé dans la région de Springfield. La tradition suggère qu'il ait donné son nom lui-même au sommet montagneux. Par la suite, la ville d'Holyoke, le Mount Holyoke College et le chaînon dans son ensemble ont successivement été nommés ainsi.

## Géographie

### Situation
La chaîne Holyoke est située sur le territoire des villes de South Hadley, Hadley, Granby, Amherst et Belchertown. Elle s'élève abruptement entre 90 et 300 mètres d'altitude au-dessus de la vallée du Connecticut. Elle est orientée selon un axe est-ouest sur une longueur de quinze kilomètres pour une largeur de quatre kilomètres en son point le plus large, bien que le relief rende cette distance plus importante au sol.

### Topographie

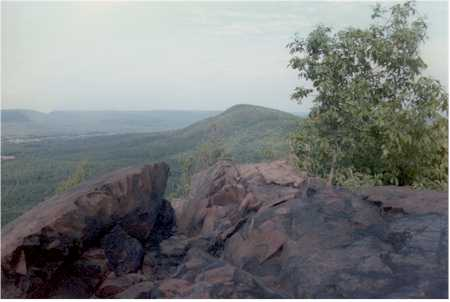
Vue depuis Bare Mountain sur le mont Norwottock.

Le point culminant du chaînon est le mont Norwottock à 337 mètres d'altitude. Les autres sommets importants sont, d'ouest en est, le mont Holyoke (285 m), les Seven Sisters (288 m), puis une série de monticules dominés par le mont Hitchcock (305 m), suivis par Bare Mountain (309 m) et Long Mountain (280 m). Le mont Norwottock se situe entre ces deux derniers. Vers l'est, plusieurs petites collines non nommées prolongent le chaînon. Une autre série de collines adoucit le relief vers le nord, entre South Hadley et Amherst dont Tinker Hill (209 m), Little Tinker Hill (166 m) au pied du mont Hitchcock, le mont Pollux (101 m) et le mont Castor (94 m) entre le mont Norwottock et le centre d'Amherst. Metacomet Ridge, dont fait partie le chaînon Holyoke, continue vers l'ouest et le sud au-delà du cours du Connecticut par la Mount Tom Range. Au nord, elle est interrompue sur une distance de quatorze kilomètres de la chaîne Pocumtuck,.
Le versant septentrional de la chaîne appartient au bassin de la Fort River et le versant méridional à celui du Bachelor Brook. Les deux rivières se jettent dans le fleuve Connecticut qui rejoint la mer au Long Island Sound.

### Géologie

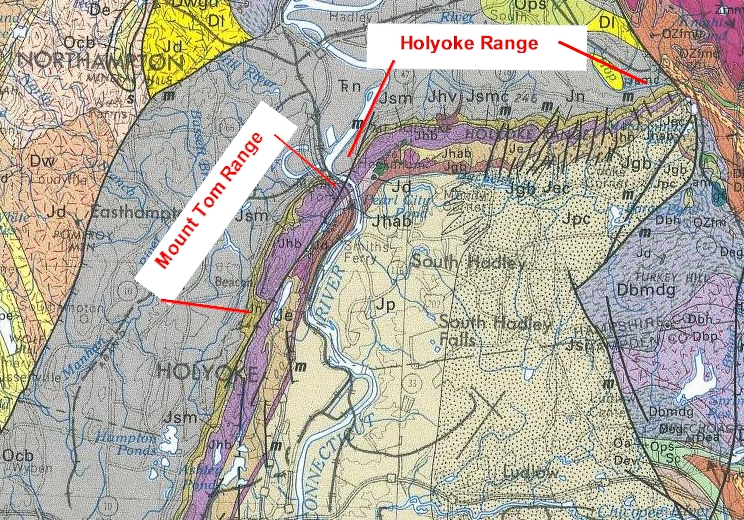
Carte stratigraphique de la chaîne Holyoke et de la Mount Tom Range.
Basalte
Grès
Arkose
Conglomérat

La chaîne Holyoke s'est formée il y a 200 millions d'années au cours du Trias et du Jurassique et se compose de basalte, une roche volcanique effusive de couleur sombre qui vire au brun-rouille lorsque le fer qu'elle contient s'oxyde au contact de l'air. Les intrusions de basalte sont généralement de forme octogonale ou pentagonale et produisent des formations appelées « orgues basaltiques ». De vastes talus composés d'éboulis basaltiques issus de l'érosion sont visibles au pied de nombreuses falaises, en particulier le long du Metacomet-Monadnock Trail le long de Bare Mountain. Les crêtes basaltiques sont le résultat d'une série de coulées de lave massives, d'une centaine de mètres d'épaisseur, qui se sont échappées par des failles créées lors de la séparation de la Laurasia et du Gondwana, puis de l'Amérique du Nord et de l'Eurasie. Les émissions de lave se sont déroulées durant 20 millions d'années.
L'érosion qui se produit entre les éruptions successives dépose des couches de sédiments entre les coulées basaltiques. Leur lithification forme finalement des roches sédimentaires. Par la suite, cette alternance de couches en « mille-feuille » se fissure et se soulève. Les érosions ultérieures ont davantage entamé les roches sédimentaires, exposant les arêtes des roches basaltiques et donnant naissance à de longues crêtes et falaises caractéristiques. Un des meilleurs témoins de cette structure en mille-feuille est visible au mont Norwottock. Son sommet est constitué de basaltes ; il domine les Horse Caves (littéralement « grottes du cheval »), un profond gouffre où les couches sédimentaires plus tendres ont été plus rapidement érodées.

### Faune et flore

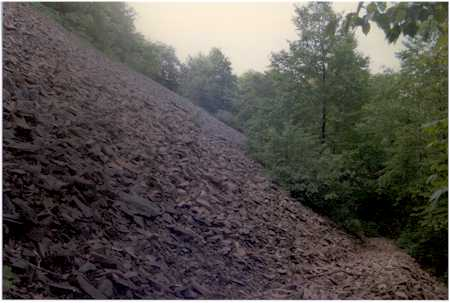
Vue sur des éboulis basaltiques à Bare Mountain.

La chaîne Holyoke offre une combinaison de microclimats et une variété d'écosystèmes inhabituels pour la région. Les crêtes, chaudes et sèches, abritent des espèces d'herbacées généralement dominées par le chêne châtaignier. Le Genévrier de Virginie (Juniperus virginiana), une espèce adaptée aux terrains secs, s'accroche aux rebords des falaises. La flore des versants est plus proche de celle des plateaux et des monts Berkshire adjacents et accueille des espèces animales communes des biotopes northern hardwood forest (littéralement « forêt septentrionale de bois dur ») et oak-hickory forest (littéralement « forêt de chêne et de caryer »). La Pruche du Canada (Tsuga canadensis) encercle les étroites ravines, empêchant la lumière du soleil d'atteindre le sol et créant des conditions de développement plus froides et humides, y favorisant l'apparition d'espèces végétales associées aux climats froids. Les pentes des talus sont riches en nutriments et recouvertes par de nombreuses espèces adaptées aux sols calcaires, inhabituelles dans la région. Les kilomètres de falaises abruptes rendent les conditions de vie idéales pour de nombreuses espèces animales et végétales classées comme rares, telles le Crotale diamantin chez les reptiles. La chaîne Holyoke est un important corridor migratoire saisonnier pour les rapaces.

## Histoire

### Période pré-coloniale
Avant 1821, très peu de documents relatent la chaîne Holyoke et rien ne semble la distinguer des paysages environnants. Les Amérindiens peuplent la région depuis au moins 10 000 ans. Ils cultivent des céréales telles que le maïs mais aussi le tabac, le pois et la courge dans la plaine du Connecticut, défrichant de petites parcelles de forêt par brûlis,. Ils chassent, pêchent et confectionnent des outils ainsi que des pointes de flèches à base du basalte du chaînon.

### Colonisation, transformations agraire et industrielle
Les tensions entre la tribu des Pocomtuc et les colons, arrivés dans la région au milieu du XVIIe siècle, atteignent leur apogée en 1675 avec le déclenchement de la guerre du Roi Philip, un conflit qui oppose les colons et une confédération de tribus amérindiennes du Sud de la Nouvelle-Angleterre menée par le sachem Metacomet.
En 1786, au cours de la révolte de Shays, les Horse Caves ont pu servir d'abris et de bivouac aux insurgés.
En 1841, Edward Hitchcock, un ancien professeur de géologie à l'Amherst College, invente le terme « géologie scénographique » pour décrire le spectaculaire relief de la chaîne Holyoke. Il renomme plusieurs sites naturels du chaînon, y compris le mont Norwottock, initialement appelé Hilliard Knob, et la Titan’s Piazza, une colonne basaltique du mont Holyoke. Hitchcock est également connu pour avoir émis l'hypothèse que les empreintes préhistoriques, trouvées dans les sédiments près du chaînon et datées du Trias, étaient le fruit d'une ancienne espèce d'oiseau. Ce n'est qu'au cours de la seconde moitié du XXe siècle que la relation entre les dinosaures et les oiseaux actuels a été établie par les scientifiques. Un sommet de la chaîne Holyoke, le mont Hitchcock, a été baptisé en son honneur.
Davantage de colons affluent à la suite de leur victoire sur les Amérindiens et, à l'aube du XIXe siècle, la majorité des villes actuelles a été fondée et la plus grande partie de la région a été déboisée pour créer des fermes et des champs afin d'exploiter les sols fertiles. Les reliefs les plus escarpés tels que la chaîne Holyoke, bien qu'impropres aux cultures, sont malgré tout largement déboisés afin de produire du charbon de bois et fournir les industries de l'acier avant qu'il soit remplacé par la houille du centre des Appalaches. Le feu se propage fréquemment aux crêtes qui sont transformées en pâturages. Ce n'est qu'au début du XXe siècle que la production agricole migre vers l'ouest et que le charbon de bois est abandonné, permettant aux forêts de retrouver leur aspect d'antan. En 2004, une étude écologique conduite par le National Park Service a permis de mettre en évidence que Metacomet Ridge dans son ensemble est restée relativement bien boisée au cours du XXe siècle, les coupes restant ponctuelles, permettant à la diversité biologique d'être maintenue.

### Transcendantalisme

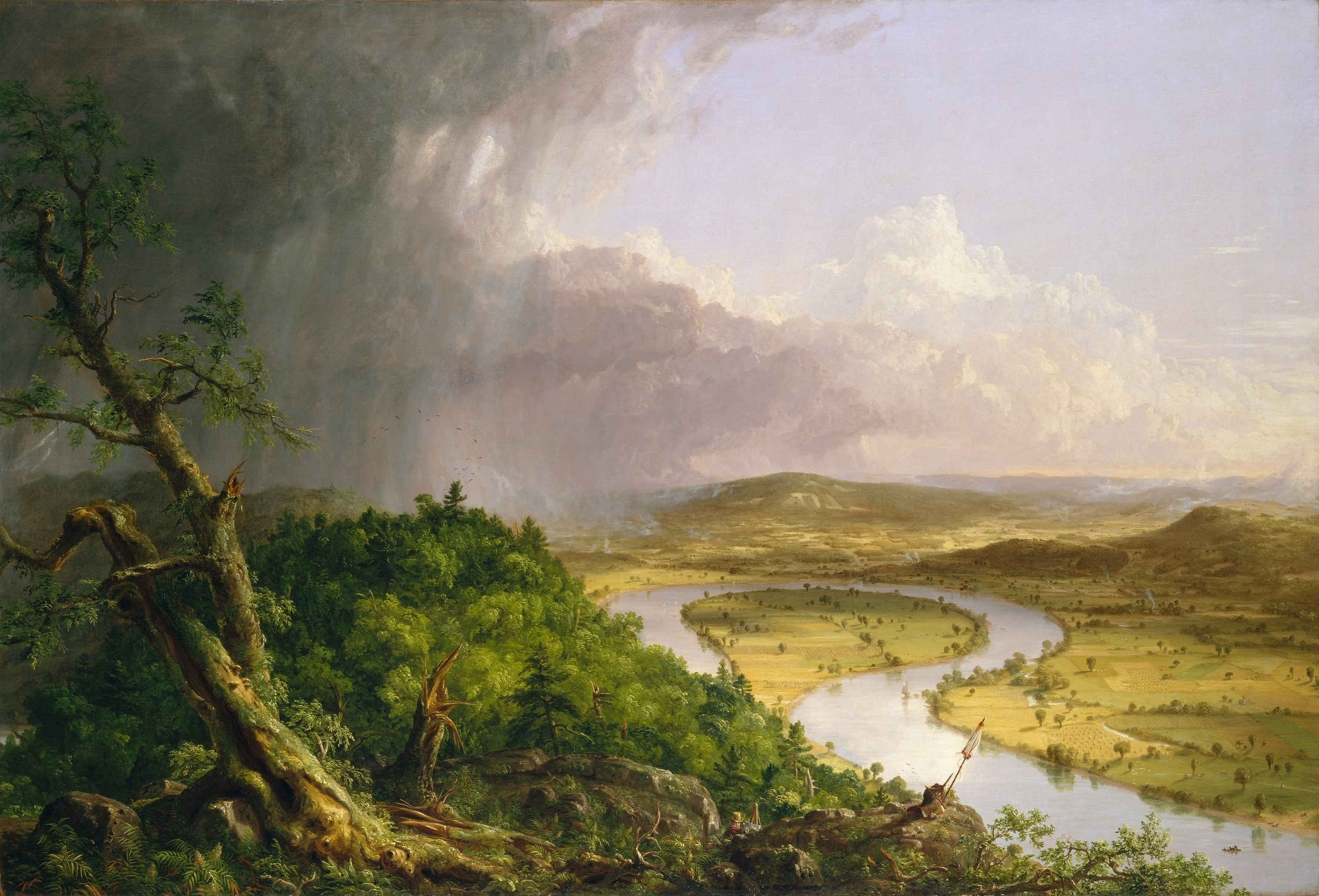
Thomas Cole, The Oxbow ou « Vue depuis le mont Holyoke, à Northampton dans le Massachusetts, après un orage », 1836.

L'urbanisation et l'industrialisation galopantes en Europe et en Amérique du Nord se soldent par l'émergence d'un courant esthétique réactionnaire, le transcendantalisme, caractérisé en Nouvelle-Angleterre par les peintres Thomas Cole, Frederic Edwin Church et d'autres de la Hudson River School, par l'architecte-paysagiste Frederick Law Olmsted et par les philosophes Henry David Thoreau et Ralph Waldo Emerson. À l'instar d'autres paysages de Nouvelle-Angleterre, les mouvements philosophiques, artistiques et environnementaux du transcendantalisme opèrent une mutation en de nombreux sites de Metacomet Ridge, faisant passer la montagne d'une ressource commerciale à une ressource récréative. Des hôtels, des parcs et des résidences secondaires sont créés du milieu des années 1880 au début du XXe siècle.

### Développement touristique

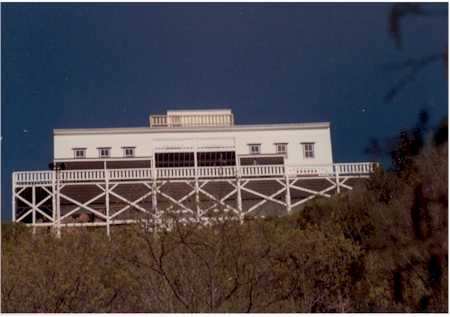
Vue de la Mount Holyoke Summit House.

En 1821, une cabane de 5,5 mètres par 7,3 est construite au mont Holyoke par une association locale, constituant un des premiers gîtes d'altitude de Nouvelle-Angleterre. La propriété change de main plusieurs fois entre 1821 et 1851, date à laquelle la cabane est rachetée, reconstruite et transformée en un hôtel de deux étages avec huit chambres. Des entrepreneurs locaux, John et Frances French, en sont les premiers propriétaires. Jusqu'en 1900, de nombreux projets d'aménagement voient le jour, notamment celui-ci d'un tramway jusqu'au sommet de la montagne, d'abord tracté par un cheval puis mécanisé, celui d'un chemin de fer du piémont jusqu'au dock des bateaux à vapeur sur le fleuve Connecticut ainsi que la construction d'annexes au bâtiment principal et le tracé de sentiers. Grâce à ces nouvelles installations, la Mount Holyoke Prospect House devient une destination touristique populaire. Des établissements similaires sont construits au mont Tom, au mont Nonotuck, à la Sugarloaf Mountain et au mont Toby. La propriété change à nouveau de mains au début du XXe siècle en étant rachetée par la chaîne d'hôtels de Joseph Allen Skinner, lequel finit par en faire don au Commonwealth of Massachusetts afin qu'elle soit intégrée dans un parc d'État en 1939 à la condition que ce parc soit baptisé en son nom, l'actuel parc d'État J. A. Skinner. Le gîte a subi les dommages d'une tempête et du manque de maintenance jusqu'au milieu des années 1980, date à laquelle il a été rénové et aménagé en musée grâce aux efforts de bénévoles locaux et au financement du Commonwealth of Massachusetts.

### Événements militaires
Le 27 mai 1944, un B-24 de la Westover Air Force Base située à Chicopee, en vol d'entraînement de nuit, s'est écrasé au sommet du chaînon, tuant les dix occupants de l'appareil. Une plaque commémorative est implantée au mont Holyoke en souvenir de la catastrophe.
Un bunker souterrain a été construit sur le versant septentrional de Bare Mountain et occupé par l'U.S. Air Force Strategic Air Command (SAC) durant la guerre froide pour servir d'abris aux commandants de la Westover Air Force Base dans l'éventualité d'une attaque nucléaire. Il possède trois étages, des murs d'un mètre d'épaisseur, une porte blindée de cinquante centimètres d'épaisseur et se trouve enfoui à six mètres sous terre. Il est désormais occupé par un entrepôt de la Five Colleges Library,.

## Activités

### Tourisme et folklore
Une route saisonnière gravit le mont Holyoke et de nombreux kilomètres de sentiers traversent le chaînon, notamment une partie des 180 km du Metacomet-Monadnock Trail et des 76 km du Robert Frost Trail. Les activités sportives et récréatives pratiquées sont le pique-nique, la randonnée pédestre, le freeride, le vélo tout terrain, l'équitation, le ski de fond, la raquette à neige, la chasse en saison ainsi que l'observation ornithologique. Un centre d'information est implanté à The Notch, sur la route 116, au tripoint entre Granby, Amherst et South Hadley.
Chaque année depuis 1838, un matin d'octobre choisi aléatoirement, les étudiants du Mount Holyoke College participent au Mountain Day. Ce jour, au son de la cloche d'Abbey Chapel, tous les cours sont annulés et les étudiants grimpent au sommet du mont Holyoke.

### Menaces et protections environnementales

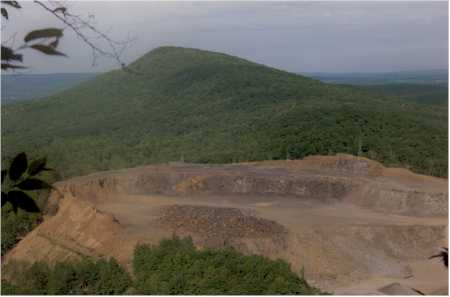
Vue de la carrière de Round Mountain en 1989. De nos jours, la montagne a été quasiment rasée.

La plus grande partie de la chaîne Holyoke est protégée au sein des parcs d'État J. A. Skinner et Mount Holyoke Range. D'autres parcelles sont gérées par des organisations à but non lucratif et des commissions municipales chargées de la conservation, ou protégées par des propriétaires privés. En 2000, le chaînon a fait l'objet d'une étude du National Park Service pour la désignation d'un nouveau National Scenic Trail, le New England National Scenic Trail, qui aurait inclus le Metacomet-Monadnock Trail au Massachusetts d'une part, le Mattabesett Trail et le Metacomet Trail au Connecticut d'autre part.
Le creusement de carrières a rasé un sommet important, Round Mountain, jadis situé entre Bare Mountain et le mont Norwottock. En réponse au projet de développement périurbain sur les Seven Sisters à la fin des années 1990, plusieurs associations (The Kestrel Trust, The Valley Land Fund, la section Berkshire de l'Appalachian Mountain Club, Friends of the Mount Holyoke Range) et autorités locales ont œuvré pour empêcher la construction et pour acquérir des parcelles autour des crêtes pour le compte du parc d'État J.A. Skinner.